# Semoy Hackett
Semoy Hackett (27 novembre 1988) è una velocista trinidadiana.

## Palmarès
| Anno | Manifestazione      | Sede           | Evento      | Risultato  | Prestazione | Note                                     |
| ---- | ------------------- | -------------- | ----------- | ---------- | ----------- | ---------------------------------------- |
| 2006 | Mondiali U20        | Pechino        | 100 m piani | Batteria   | 11"94       |                                          |
| 2006 | Mondiali U20        | Pechino        | 200 m piani | Batteria   | 24"59       |                                          |
| 2008 | Campionati CAC      | Cali           | 100 m piani | Batteria   | 11"72       |                                          |
| 2008 | Campionati CAC      | Cali           | 4×100 m     | Oro        | 43"43       | Record nazionale                         |
| 2009 | Campionati CAC      | L'Avana        | 100 m piani | Argento    | 11"35       |                                          |
| 2009 | Campionati CAC      | L'Avana        | 200 m piani | Finale     | dns         |                                          |
| 2009 | Campionati CAC      | L'Avana        | 4×100 m     | Bronzo     | 43"75       |                                          |
| 2009 | Mondiali            | Berlino        | 100 m piani | Semifinale | 11"45       |                                          |
| 2009 | Mondiali            | Berlino        | 4×100 m     | 6ª         | 43"43       |                                          |
| 2011 | Campionati CAC      | Mayagüez       | 100 m piani | Oro        | 11"27       |                                          |
| 2011 | Campionati CAC      | Mayagüez       | 4×100 m     | Oro        | 43"47       |                                          |
| 2011 | Mondiali            | Taegu          | 100 m piani | dq         | dq          |                                          |
| 2011 | Mondiali            | Taegu          | 4×100 m     | dq         | dq          |                                          |
| 2013 | Campionati CAC      | Morelia        | 100 m piani | Finale     | dq          |                                          |
| 2015 | Giochi panamericani | Toronto        | 100 m piani | 8ª         | 11"16       | Miglior prestazione personale stagionale |
| 2015 | Giochi panamericani | Toronto        | 4×100 m     | Batteria   | dnf         |                                          |
| 2015 | Campionati NACAC    | San José       | 200 m piani | Argento    | 22"51       |                                          |
| 2015 | Mondiali            | Pechino        | 100 m piani | Semifinale | 11"13       | Miglior prestazione personale stagionale |
| 2015 | Mondiali            | Pechino        | 200 m piani | Semifinale | 22"75       |                                          |
| 2015 | Mondiali            | Pechino        | 4×100 m     | Bronzo     | 42"03       | Record nazionale                         |
| 2016 | Giochi olimpici     | Rio de Janeiro | 100 m piani | Semifinale | 11"20       |                                          |
| 2016 | Giochi olimpici     | Rio de Janeiro | 200 m piani | Semifinale | 22"94       |                                          |
| 2016 | Giochi olimpici     | Rio de Janeiro | 4×100 m     | 5ª         | 42"12       |                                          |
| 2017 | World Relays        | Nassau         | 4×100 m     | Batteria   | dnf         |                                          |
| 2017 | World Relays        | Nassau         | 4×200 m     | 4ª         | 1'32"63     |                                          |
| 2017 | Mondiali            | Londra         | 200 m piani | Semifinale | 23"54       |                                          |
| 2017 | Mondiali            | Londra         | 4×100 m     | 6ª         | 42"62       |                                          |
| 2018 | Commonwealth        | Gold Coast     | 200 m piani | 7ª         | 23"16       |                                          |
| 2018 | Commonwealth        | Gold Coast     | 4×100 m     | 4ª         | 43"50       |                                          |
| 2018 | Giochi CAC          | Barranquilla   | 200 m piani | Argento    | 20"95       |                                          |
| 2018 | Giochi CAC          | Barranquilla   | 4×100 m     | Argento    | 43"61       |                                          |
| 2018 | Campionati NACAC    | Toronto        | 200 m piani | 5ª         | 23"27       |                                          |
| 2019 | World Relays        | Yokohama       | 4×100 m     | Batteria   | 43"67       |                                          |
| 2019 | Giochi panamericani | Lima           | 200 m piani | 8ª         | 23"62       |                                          |
| 2019 | Mondiali            | Doha           | 4×100 m     | 6ª         | 42"71       | Miglior prestazione personale stagionale |